# Alipes crotalus
Alipes crotalus är en mångfotingart som först beskrevs av Gerstaecker 1854.  Alipes crotalus ingår i släktet Alipes och familjen Scolopendridae.
Artens utbredningsområde är:
- Moçambique.
- Uganda.

Inga underarter finns listade i Catalogue of Life.